# ソニー・カーター
マンリー・ラニア・“ソニー”・カーター・ジュニア(Manley Lanier "Sonny" Carter Jr., M.D. 、1947年8月15日 - 1991年4月5日）は、アメリカ合衆国の医師、アメリカ海軍軍人、テストパイロット、宇宙飛行士である。STS-33ミッションで宇宙飛行を行った。

## 若年期と教育
カーターは1947年8月15日にジョージア州メイコンで生まれたが、カーター自身は出身地はワーナーロビンズであると考えていた。メイコンのラニア高校を1965年に卒業した。高校在学中には地元のボーイスカウトアメリカ連盟第19団のシニア・パトロール・リーダーを務め、イーグル・スカウトを獲得した。
アトランタのエモリー大学に入学し、1969年に化学の学士号、1973年に医学博士号を取得した。大学卒業後はアトランタのグレイディ記念病院の内科でインターンを経験した。

## スポーツ選手としての経歴
エモリー大学在学中にはサッカーと陸上競技の選手でもあった。4年生のときに大学のサッカーチームのキャプテンを務め、最優秀選手賞を受賞した。また、学内のレスリング大会で優勝したこともある。大学院在学中の1970年には北米サッカーリーグのアトランタ・チーフスとプロ契約し、3シーズンで13試合に出場した。
1989年、エモリー大学はカーターを同学のスポーツ選手殿堂(Athletic Hall of Fame)に殿堂入りさせた。

## 海軍での経歴
1974年、カーターはアメリカ海軍に入隊した。フロリダ州ペンサコーラの航空医官学校を修了し、第1・第3海兵航空団で航空医師として勤務した。その後、テキサス州ビービルで飛行訓練を行い、1978年4月28日に海軍飛行士に任命され、空母「フォレスタル」に上級医療士官として配属された。1979年3月にアリゾナ州のユマ海兵隊航空基地で戦闘機F-4の操縦訓練を受け、戦闘機パイロットとしてサウスカロライナ州のビューフォート海兵隊航空基地の第333戦闘攻撃飛行隊(VMFA-333)でF-4戦闘機を操縦した。1981年、VMFA-115の一員として「フォレスタル」に乗艦し、地中海までの9か月間の遠征を行った。1982年9月、海軍戦闘機兵器学校（通称「トップガン」）の課程を修了し、ノースカロライナ州のチェリー・ポイント海兵隊航空基地で第2海兵航空団の標準化担当官とF-4戦闘準備評価官を務めた。その後、海軍テストパイロット学校に入学し、1984年6月に卒業した。
海軍での飛行時間は3000時間で、空母への着艦回数は160回だった。

## NASAでの経歴
1984年5月にNASAの第10期宇宙飛行士選抜試験に合格し、1985年6月にスペースシャトル計画のミッションスペシャリストの資格を得た。

### スペースシャトル計画

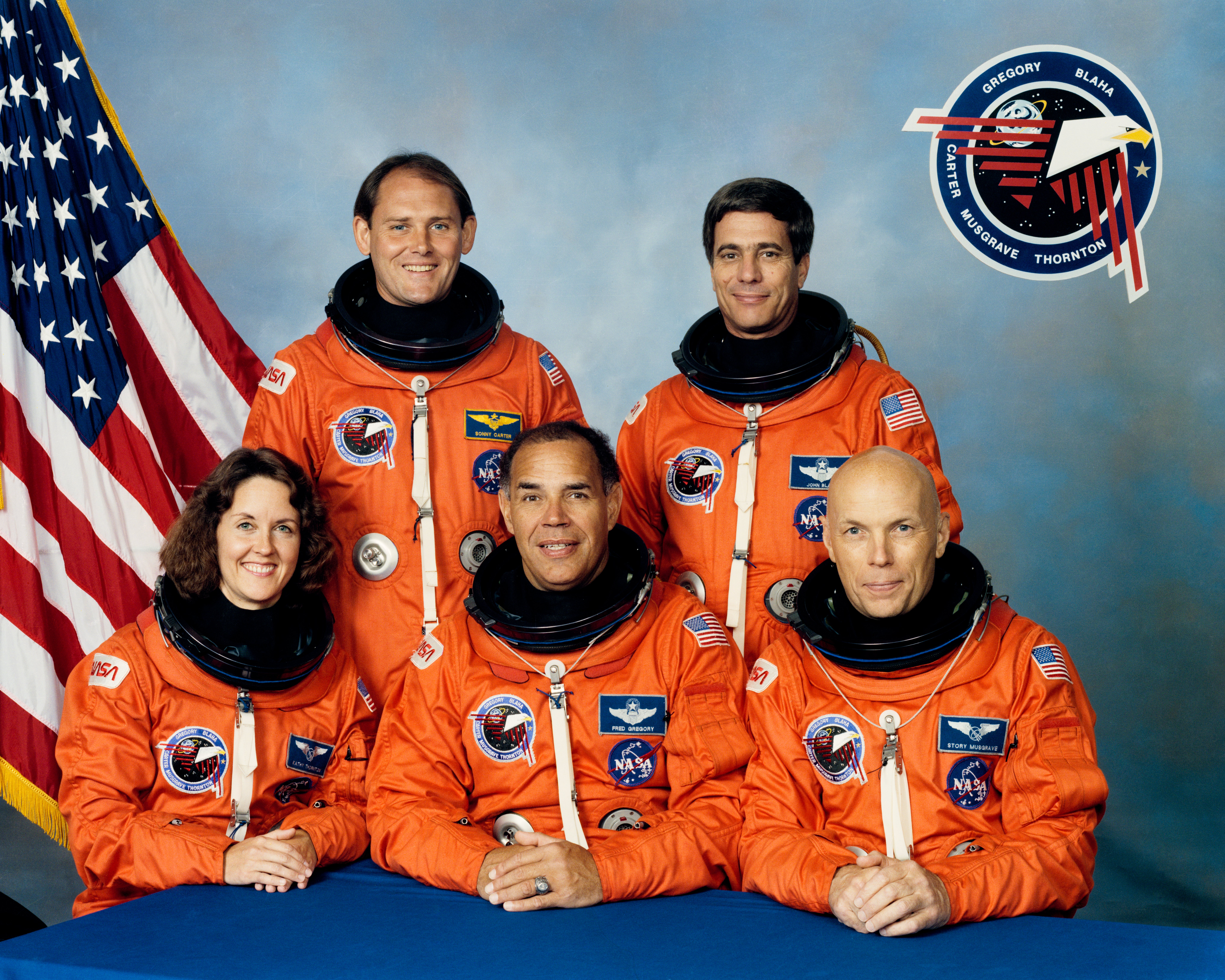
STS-33の乗組員。後列左がカーター。

カーターは、STS-33のミッションスペシャリスト1にアサインされ、宇宙飛行士室のミッション開発部門の船外活動(EVA)代表に任命された。1989年11月22日の夜、STS-33の乗組員はフロリダ州ケネディ宇宙センターからスペースシャトル・ディスカバリーで打ち上げられた。このミッションでは、国防総省のUSA-48衛星が放出された。地球を79周した後、打ち上げの5日後の1989年11月27日にカリフォルニア州のエドワーズ空軍基地に着陸した。カーターの宇宙滞在は120時間だった。
その後、STS-42のミッション・スペシャリスト3にアサインされたが、訓練中だった打上げ7か月前の1991年4月に死亡したことによりデヴィッド・C・ヒルマーズが代わりを務めた。STS-42の徽章のデザインには、カーターを称える星が追加された。

## 死去
カーターは1991年4月5日のアトランティック・サウスイースト航空2311便墜落事故により死亡した。カーターはNASAへ向かうために商用機に搭乗していた。妻と2人の娘は同乗していなかった。この事故の犠牲者には元上院議員ジョン・タワーもおり、著名人2人が死亡した事故であることから大々的に報道された。
墜落事故の同日の午前中には、STS-37ミッションのスペースシャトル・アトランティスの打ち上げが行われていた。

## 表彰
- エア・メダル
- メリトリアスサービスメダル
- 海軍アチーブメントメダル（英語版）
- Meritorious Unit Citation
- Marine Corps Aviation Association Special Category Award (1982)
- NASA Meritorious Service Medal (1988)
- NASA宇宙飛行章（英語版） (1989)

## 死後

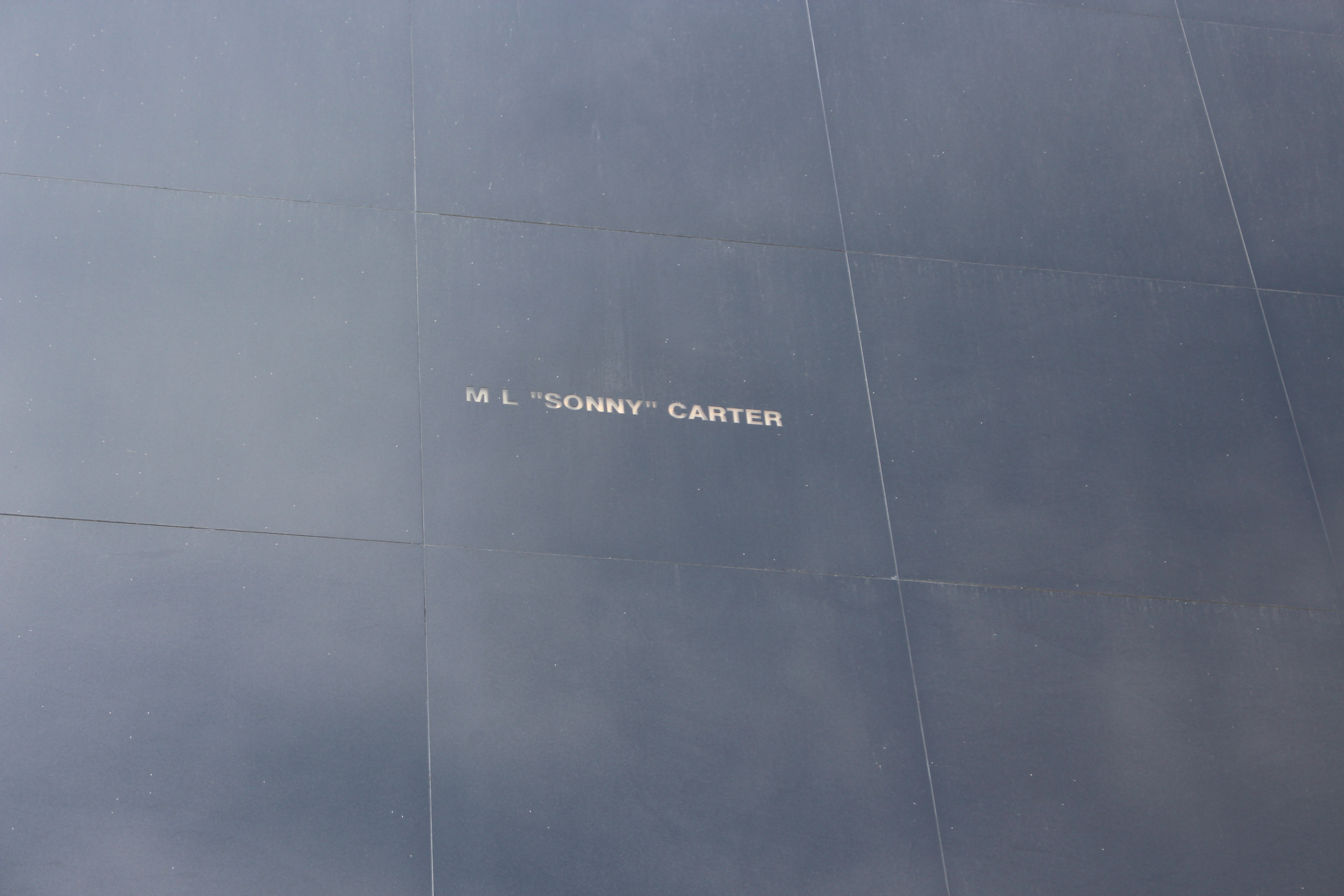
スペース・ミラー・メモリアルに刻まれたカーターの名前

カーターの死去に伴い、NASAはケネディ宇宙センターのスペース・ミラー・メモリアル（宇宙飛行士記念碑）にカーターの名前を刻んだ。カーターの名前は、1991年5月にこの記念碑が建立された後、初めて追加で刻まれた名前となった。
カーターが宇宙飛行士の水中訓練技術を開発したことにちなみ、NASAの宇宙飛行士水中訓練施設である無重量環境訓練施設のある建物が「ソニー・カーター訓練施設」と命名された。

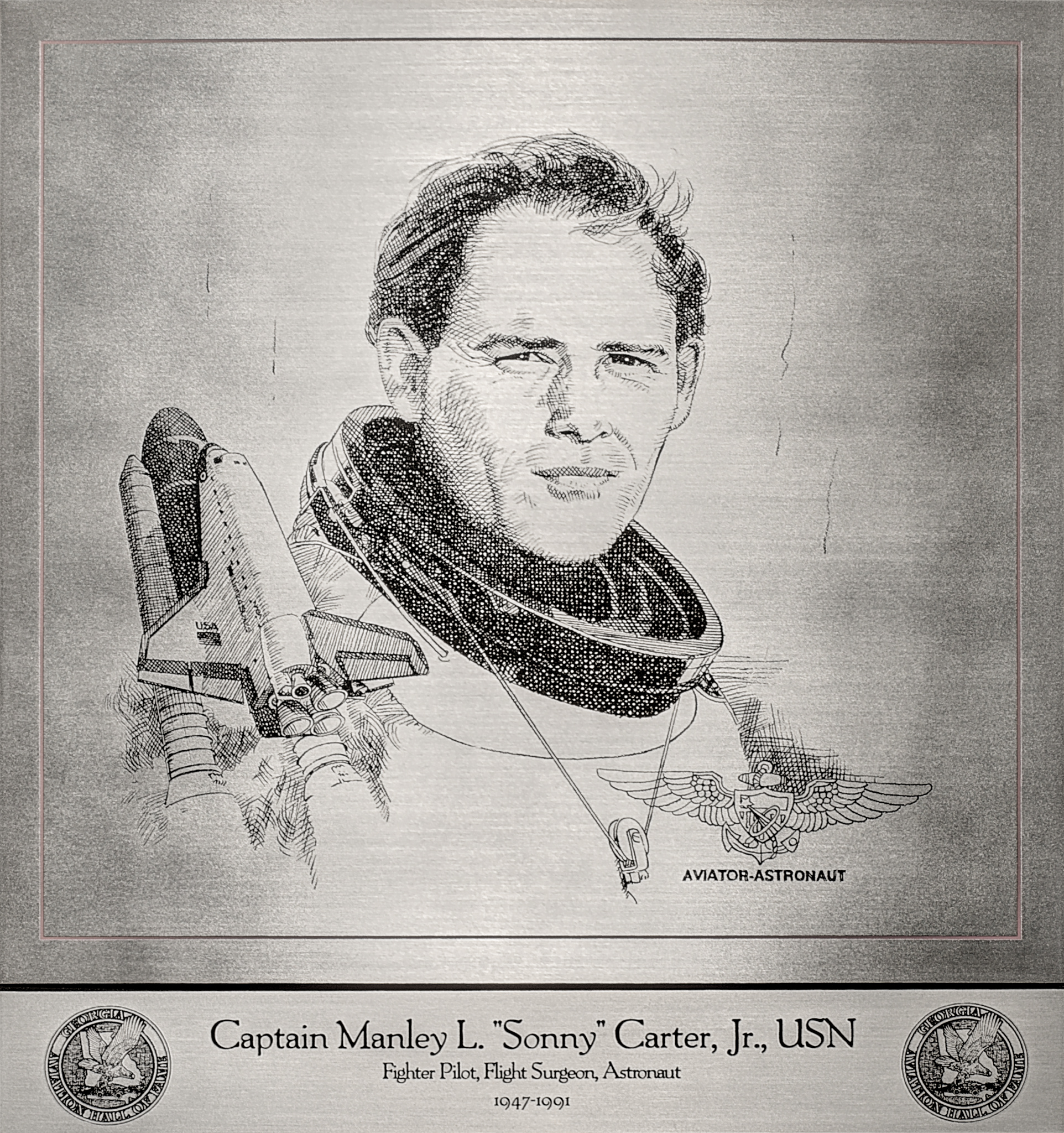
ジョージア州航空殿堂のカーターの銘板

1992年、カーターはジョージア州航空殿堂に殿堂入りした。
1993年、出生地のジョージア州メイコンに、カーターの名を冠した「ソニー・カーター小学校」が開校した。校訓は「宇宙の果てに挑戦する」(To Challenge the Edge of the Universe.)である。
アメリカ海軍航空医師協会(SUSNFS)は、航空医学のコミュニティのコミュニケーションとチームワークを推進することで作戦部隊の健康、安全、福祉に最も貢献した人物に対し、毎年「ソニー・カーター記念賞」を授与している。